# دوغلاس لويس
دوغلاس لويس (18 يونيو 1900 – 19 فبراير 1981) هو ملاكم كندي راحل، مثّل بلاده في الألعاب الأولمبية الصيفية 1924.

## روابط خارجية
دوغلاس لويس على موقع بوكس ريك (الإنجليزية) (registration required)
- دوغلاس لويس على موقع أوليمبيديا (الإنجليزية)